# Pisonia grandis
Pisonia grandis é uma espécie de árvore angiospérmica da família Bougainvillea, Nyctaginaceae, que está distribuída através dos recifes de coral dos Oceanos Índico e Pacífico. A espécie frequentemente domina a vegetação madura dos recifes de coral, crescendo densamente até 20 metros de altura. A madeira de Pisonia é um tanto fraca e macia, degradando-se rapidamente quando as árvores caem.
Florestas de Pisonia são locais comuns de ninhos de aves oceânicas.

## Dispersão das sementes e efeitos sobre a mortalidade das aves
As sementes de P. grandis têm uma cola bastante pegajosa e pequenos ganchos que se agarram à plumagem das aves que lá poisam, a fim de facilitar a dispersão das sementes; no entanto, frequentemente ficam tantas sementes agarradas à ave que esta não consegue levantar voo e acaba por morrer de fome. Foi especulado que isso poderia ter uma vantagem para a árvore, que ficaria com um solo mais fértil devido à decomposição das aves mortas, mas os estudos realizados indicam que não (os excrementos das aves vivas serão melhor fertilizante do que os seus cadáveres) e que a morte de aves é apenas um efeito secundário do seu uso para transportar as sementes.